# Mark S. Wrighton
Mark Stephen Wrighton, né le 11 juin 1949 à Jacksonville est un universitaire et chimiste américain. De 1995 à 2019, il est le 14e chancelier de l'université Washington de Saint-Louis, où il supervise l'expansion des capacités de recherche, de la réputation mondiale et de la solidité financière de l'université. Depuis 2019, il est chancelier émérite de l'université Washington de Saint-Louis et, en 2020, il est nommé premier James and Mary Wertsch Distinguished University Professor de l'université. De janvier 2022 à juin 2023, il prend un congé sabbatique de l'université de Washington pour exercer les fonctions de président intérimaire et de 18e président de l'université George Washington,.

## Biographie

### Jeunesse
Mark S. Wrighton nait le 11 juin 1949 à Jacksonville, en Floride aux États-Unis. Son père passe la majeure partie de sa carrière dans la marine américaine et il déménage avec sa famille de Jacksonville en Virginie, au Tennessee, au Maryland et à Terre-Neuve, et il va au lycée à Pensacola, en Floride.  
Initialement, il a l'intention d'étudier les mathématiques et le droit à l'Université d'État de Floride. Il change de spécialisation pour la chimie, inspiré par son professeur de chimie de première année, Edward Mellon. Jack Saltiel devient son tuteur et mentor, et il poursuit ses recherches de premier cycle dans le domaine de la photochimie organique. Il obtient sa licence avec mention en chimie à l'Université d'État de Floride en 1969, remportant le prix Monsanto de chimie pour ses recherches exceptionnelles. Il obtient son doctorat en 1972 à l'âge de 22 ans du California Institute of Technology, sous la direction de Harry B. Gray et George S. Hammond. Sa thèse de doctorat porte sur les photoprocessus dans les molécules contenant des métaux. Au California Institute of Technology, il devient le premier récipiendaire du prix Herbert Newby McCoy (en).

### Carrière

#### Institut de technologie du Massachusetts
Mark S. Wrighton rejoint la faculté du département de chimie du Massachusetts Institute of Technology à l'été 1972 en tant que professeur adjoint. En 1976, il est promu professeur associé et devient professeur titulaire l'année suivante, en 1977. Wrighton a occupé la chaire Frederick G. Keyes (en) en chimie de 1981 à 1989, date à laquelle il se voit attribuer la chaire Ciba-Geigy en chimie nouvellement dotée. En 1983, il reçoit une « bourse de génie » de la Fondation MacArthur .
Les intérêts de recherche de Wrighton sont centrés sur la photochimie et la catalyse des métaux de transition, et comprennent la chimie de surface, l'électronique moléculaire et les photoprocessus aux électrodes. Ses objectifs incluent la compréhension des principes de base sous-jacents à la conversion de l’énergie solaire en carburants chimiques et en électricité, la création de nouveaux catalyseurs, l’étude de l’activité chimique aux interfaces et le développement de nouveaux dispositifs électrochimiques .
Il réalise des travaux dans les domaines de la photochimie inorganique, de la photocatalyse et de l’utilisation de l’énergie solaire dans le photovoltaïque. Au début des années 1970, il a découvert la photoluminescence dans une nouvelle classe de complexes de rhénium (I) tricarbonyl diimine. Dans les années 1980, lui et ses collègues développent des transistors à base de molécules ayant des polymères conducteurs comme matériaux actifs du dispositif, . Wrighton est l'un des premiers chercheurs à introduire l'idée de la porte électrochimique comme moyen de contrôler le transport de charge dans l'électronique moléculaire. L’un de ses derniers domaines de recherche consiste à tenter d’imiter chimiquement la photosynthèse.
Il écrit plus de 300 articles de revues et détient 16 brevets. Il est co-auteur de Organometallic Photochemistry (1979, avec Gregory L. Geoffroy (en) ) et éditeur de livres et d'actes de conférences. Durant ses études au MIT, il supervise les recherches doctorales de 70 étudiants. En 1987, Wrighton devient directeur du département de chimie du MIT. Il devient prévôt du MIT en 1990.

#### Université de Washington à Saint-Louis
En 1995, il quitte le MIT pour devenir chancelier de l'Université Washington de Saint-Louis. Ce nouveau poste l’oblige à abandonner une carrière de recherche active. Il est alors l'un des directeurs d'université les mieux payés des États-Unis, gagnant 738 000 $ en 2007,. Début 2007, Wrighton est mentionné comme candidat à la présidence de l'Université Harvard, .
En tant que chancelier, il mène deux grandes campagnes de financement qui aboutissent à des contributions totalisant près de 5 milliards de dollars, dont environ 1 milliard de dollars pour l'aide financière aux étudiants, ainsi qu'à la création de plus de 300 chaires dotées. Il est président de l'Association des universités américaines de 2004 à 2005. Il est également président du Business-Higher Education Forum de 2004 à 2006 et du Consortium sur le financement de l'enseignement supérieur (en) de 2000 à 2001.
Les principales initiatives programmatiques menées pendant le mandat de Wrighton comprennent : la McDonnell International Scholars Academy ; le Conseil national des sciences (en); le Gephardt Institute for Civic and Community Engagement ; l'Institut de santé publique ; le Centre international pour l'énergie, l'environnement et la durabilité ; et le Living Earth Collaborative. Les nouveaux départements comprennent : la sociologie ; les études sur les femmes, le genre et la sexualité ; les études africaines et afro-américaines ; le génie biomédical ; et la radio-oncologie.
Mark S. Wrighton est critiquée en mai 2008 lorsque le conseil d'administration de l'université vote pour honorer l'ancienne élève Phyllis Schlafly d'un doctorat honorifique, provoquant l'indignation des opposants à sa position sur les questions de genre et de nombreux autres membres de la communauté universitaire opposés à son incrédulité en l'évolution. Il se distancie de la décision du conseil en écrivant une lettre à la communauté désavouant les opinions de Schlafly sur la science.
Le 6 octobre 2017, il annonce son intention de quitter le poste de chancelier. Il termine son mandat de chancelier le 31 mai 2019 pour devenir chancelier émérite et est nommé professeur distingué de l'université James et Mary Wertsch en août 2020.

#### Université George Washington

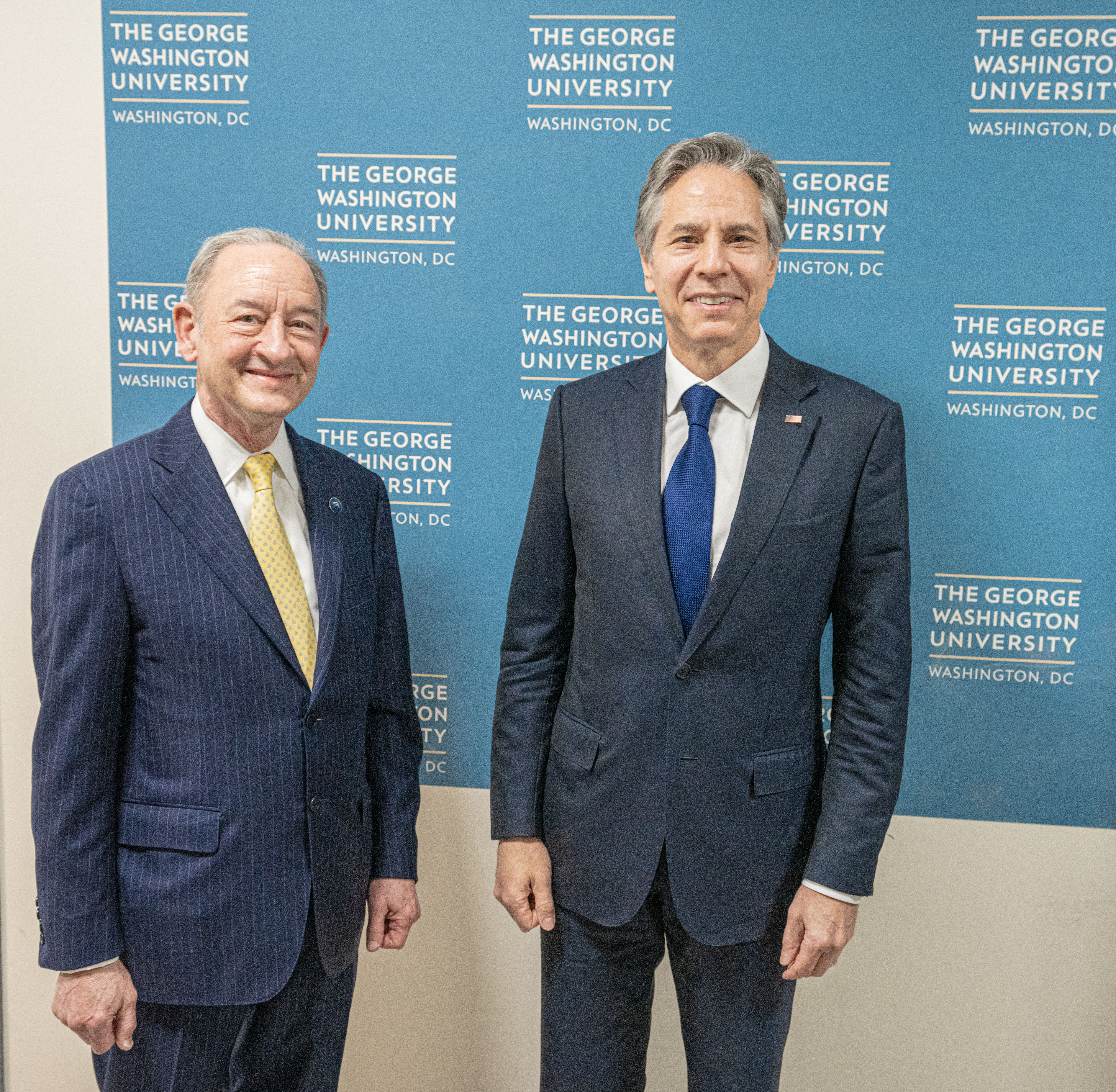
Le président Wrighton et le secrétaire d'État Antony Blinken à l'Université George Washington en 2022

Le 10 septembre 2021, le président du conseil d'administration de l'Université George-Washington annonce que Wrighton occupera le poste de président par intérim de l'université pendant une durée maximale de 18 mois. Wrighton débute à ce poste le 1er janvier 2022. Il est en congé sabbatique de l'Université de Washington à Saint-Louis alors qu'il sert à la GWU. L'Université George-Washington devient membre de la très sélective Association des universités américaines sous sa présidence.
En février 2022, Wrighton suscite la controverse après avoir retiré du campus des affiches qui accusaient le gouvernement chinois de violations des droits de l'homme et critiquent l'organisation par le pays des Jeux olympiques d'hiver de 2022. Wrighton déclare qu'il est « personnellement offensé » par les affiches et s'engage à découvrir qui en est le responsable. La décision est critiquée par la Foundation for Individual Rights and Expression, qui qualifie la décision de « réponse totalement inappropriée à une université prétendument engagée en faveur de la liberté d'expression ». Wrighton précise dans un message public qu'après ses premiers commentaires qu'il avait appris que les affiches avaient été conçues par un artiste sino-australien et constituaient une critique des politiques de la Chine. Il écrit alors : « En toute connaissance de cause, je ne considère pas ces affiches comme racistes ; ce sont des déclarations politiques. Aucune enquête universitaire n'est en cours et l'université ne prendra aucune mesure contre les étudiants qui ont affiché ces affiches ».

#### Politique scientifique nationale
Mark S. Wrighton est nommé par le président au Conseil national des sciences (en) (2000-2006), qui agit en tant que conseiller en politique scientifique auprès du président, du Congrès et de la National Science Foundation. Il est vice-président du Comité sur l'avenir énergétique de l'Amérique du Conseil national de recherche, qui publie son rapport en 2009.
Alors qu'il est à l'Université de Washington à Saint-Louis, Wrighton est l'un des signataires d'une lettre de l'Association des universités américaines, exhortant tous les représentants du gouvernement américain à voter en faveur de la loi HR 810, la loi de 2005 sur l'amélioration de la recherche sur les cellules souches. Avec des dirigeants de trois autres universités du Missouri, Wrighton écrit en faveur de la recherche sur le transfert nucléaire de cellules somatiques (SCNT) pour le traitement médical, exhortant les législateurs du Missouri à la distinguer de l'utilisation de cellules souches pour le clonage reproductif humain, .

#### Leadership académique international

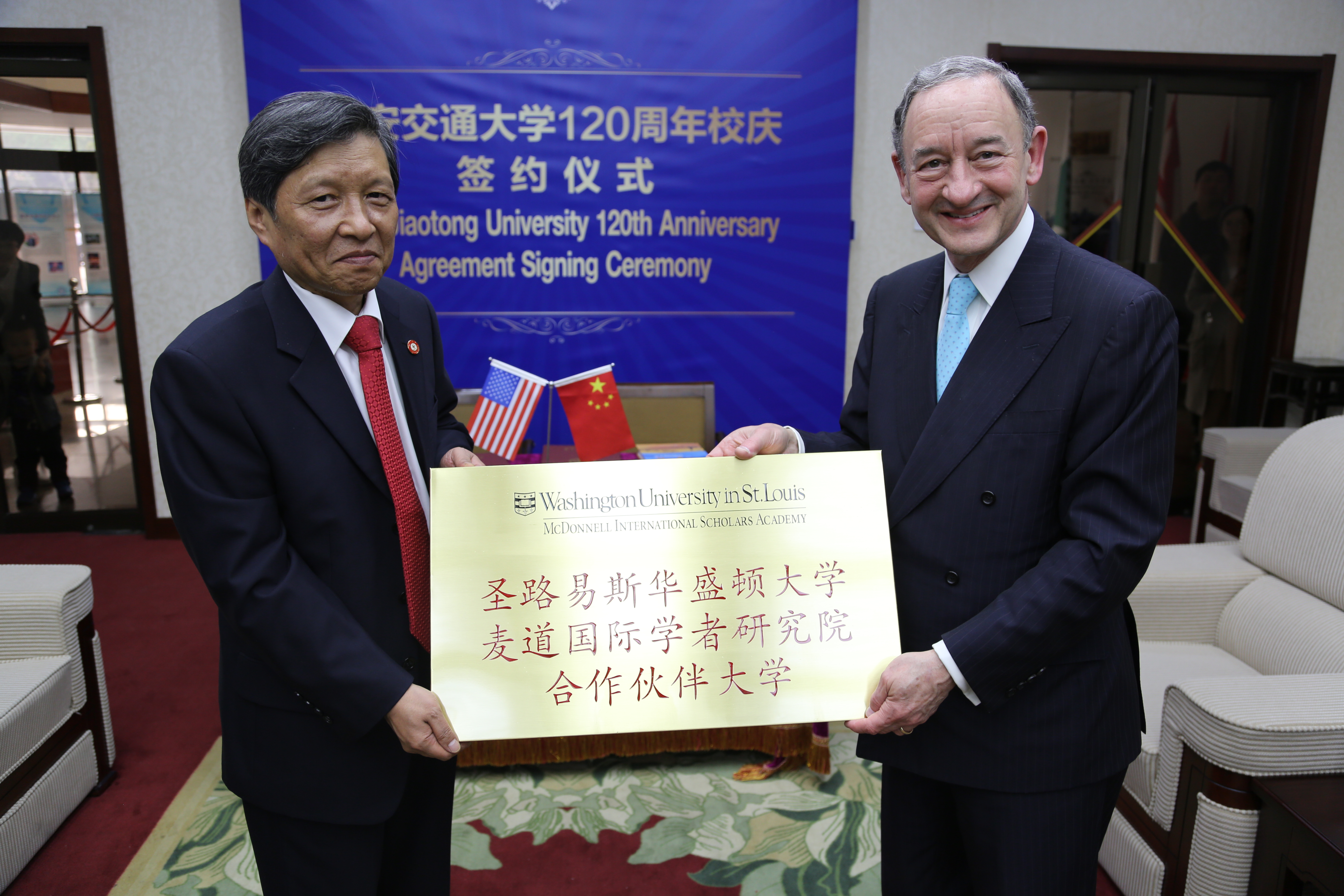
Le président de l'Université Jiaotong de Xi'an, Shuguo Wang, échange un panneau pai bian avec le chancelier de l'Université Washington à Saint-Louis, Mark S. Wrighton, après la signature d'un accord en 2016

Wrighton inaugure la McDonnell International Scholars Academy en tant que chancelier de l'Université de Washington. Il intégre l'Université de Washington à l'Alliance universitaire de la Route de la Soie (en), la branche académique de l'initiative chinoise « Une ceinture, une route », en tant que premier partenaire nord-américain. Il était auparavant le seul membre américain du comité exécutif de l'Alliance des universités de la Route de la Soie et en démissionne en 2019, date à laquelle l'Université de Washington a également quitté l'Alliance

## Prix et distinctions
- Prix Monsanto de chimie 1969 (État de Floride)
- Prix Herbert Newby McCoy 1972 (Caltech)
- Bourse de recherche Alfred P. Sloan 1974
- 1981
  - Prix ACS de chimie pure de l'American Chemical Society
  - Prix d'enseignement supérieur du département de chimie du MIT
- 1983
  - Docteur honoris causa en sciences de l' University of West Florida (en)
  - Bourse MacArthur
  - Prix George et Freda Halpern en photochimie de la New York Academy of Sciences
  - Prix Ernest O. Lawrence du ministère américain de l'Énergie
- Prix Fresenius 1984 de Phi Lambda Upsilon (en)
- Prix d'enseignement de la MIT School of Science 1987
- Prix de chimie inorganique de l'American Chemical Society en 1988
- Prix des anciens élèves distingués 1992 (Caltech) [31]
- Ancien élève honoraire 1995 (Massachusetts Institute of Technology)
- 2002 Professeur honoraire à l'Université du Shandong ( Jinan, Chine )
- Prix du Citoyen de l'année 2007 décerné par le St. Louis Post-Dispatch [32], [33]
- 2007 Doctorat honorifique - Docteur en lettres humaines (en), Université d'État de Floride ( Tallahassee, Floride )
- Doctorat honorifique 2009, Université d'État Harris-Stowe (en) (Saint-Louis, Missouri) [34]
- Doctorat honorifique 2010, Université Fudan (Shanghai, Chine)
- Prix du bras droit de Saint-Louis 2010 de la Chambre régionale de commerce de Saint-Louis [35]
- Professeur honoraire 2019, Université Xidian, Xi'an, Chine
- Doctorat honorifique 2019, Centre interdisciplinaire d'Herzliya (aujourd'hui Université Reichman) [36].

## Bourses et nominations
- Membre du comité d'évaluation de la recherche en chimie du Bureau de la recherche scientifique de l'armée de l'air (1976-1980)
- Membre de l'Association américaine pour l'avancement des sciences (depuis 1986)
- Membre de l'Académie américaine des arts et des sciences (depuis 1988) [37]
- Membre du conseil d'administration d'Helix Technology (1990-2006, date de sa fusion avec Brooks Automation)
- Membre du conseil de surveillance du Boston Museum of Science (1991-1997)
- Membre de la corporation de la Woods Hole Oceanographic Institution (1991-1995)
- Membre de la corporation du Laboratoire Charles Stark Draper (1994-1996)
- Membre du conseil d'administration de la Chemical Heritage Foundation (1998-2002)
- Administrateur de la Commission de l'enseignement supérieur de l' Association des collèges et écoles du Centre-Nord (en)(1998-2002)
- Administrateur du Centre des sciences végétales Donald Danforth (en)(1998-2019)
- Nommé par le président au Conseil national des sciences (en) (2000-2006)
- Membre de l'American Philosophical Society (depuis 2001) [38]
- Membre du conseil d'administration de l'  Association nationale des collèges et universités indépendants (en)(2002-2005)
- Membre du conseil d'administration de Brooks Automation (2006-2022) [39]
- Membre du conseil d'administration de Cabot Corporation (1997-mars 2021)
- Membre du conseil d'administration de Corning Incorporated [40] (depuis 2009)
- Membre de l'Académie nationale des inventeurs (en), 2013 [5]
- Membre du comité exécutif de l'Alliance universitaire de la Route de la Soie (en), la branche académique de l'initiative chinoise « Une ceinture, une route » (2016-2019) [30]
- Membre du conseil d'administration de Forest Park Forever
- Membre du conseil des commissaires du Saint Louis Science Center
- Membre du conseil d'administration de Centraide du Grand Saint-Louis
- Membre de la Massachusetts Institute of Technology Corporation (juillet 2020-juin 2021) [41]
- Conseil d'administration d'Azenta Life Sciences (2022-2023) [42].